# Santa Lucía del Tuy
Santa Lucía es una ciudad venezolana, capital del Municipio Paz Castillo del estado Miranda, Venezuela.

## Contexto geográfico
Enclavada en el este de la zona geográfica del estado Miranda, conocida como Valles del Tuy (aunque algunos investigadores no están de acuerdo con esto), Santa Lucía tiene sólo dos accesos por carretera, en su parte norte y su parte sur. Todo lo que conforma Santa Lucía, capital del Municipio Paz Castillo, está rodeado por una cadena de montañas y cerros bajos, la mayoría vírgenes. 
La temperatura media es de 26 °C. Sus sitios turísticos son la Iglesia Parroquial de Santa Lucía, con su retablo barroco, la Hacienda El Volcán, calles y casas coloniales del casco central de esa ciudad, además de diversos balnearios de temporada en sectores rurales como Siquire, La Moka, Urapal, entre otros. Este pueblo, de los denominados "portátiles", fue fundado inicialmente el 23 de enero de 1621 por el poblador Pedro Gutiérrez de Lugo y el Pbro. Gabriel de Mendoza, por mandato expreso de Don Francisco de la Hoz Berrío, gobernador de la Provincia de Caracas, y del obispo Fray Gonzalo de Angulo, en las montañas de Turgua, en las cabeceras de la quebrada Prepo, en un sitio denominado "Pariaguán", en actuales terrenos del Municipio El Hatillo. Después de diversos procesos enmarcados dentro del sistema de encomiendas de la época, se re-funda aproximadamente en 1700 en el lugar conocido como Macuto, a las orillas del río Guaire, frente a la convergencia de este río con la quebrada de Siquire. 
En Macuto se instaló una pequeña "ermita", donde se celebraban las misas y encuentros de los pocos y dispersos pobladores y esclavitudes de las haciendas cercanas. Entre 1739 y 1751, el Padre Marcos Reyes Cueto, quien llega a Macuto como cura interino y logra su nombramiento como "cura propio" de Santa Lucía, logra el permiso de la Corona Española para mudar el pequeño poblado desde Macuto hasta unos terrenos al oeste, entre las quebradas Agua Bendita y El Tigre. Allí, el 21 de marzo de 1751, coloca la primera piedra de la Iglesia Parroquial, traza sus calles y cuadras rectas, dona terrenos a los pobres: nace la Santa Lucía actual, con su templo en honor a Santa Lucía de Siracusa. Esta iglesia, hecha con ladrillos, piedras y cal, fue reconstruida en 1967 por el arquitecto Graciano Gasparini. Hay que resaltar que el terreno fue donado por la familia del Dr. Francisco Espejo, prócer luciteño de la Independencia. 
En el transcurso de esta fundación definitiva se fueron trazando calles con cuadras de cuarenta varas, con casas de tapia con zaguanes a la calle, que sumaban 60 en un perímetro de 300 varas de norte a sur y 150 de naciente a poniente, y su fundador (Padre Marcos Reyes Cueto) hace la donación de terrenos para los pobres, este con los terrenos de su hacienda construye una acequia portadora de agua para el riego y consumo de la población.
Un hecho importante que se dio en esta localidad fue el historio protagonismo por parte del prócer José Francisco Bermúdez el 14 de junio de 1821, cuando bate en acción sangrienta al jefe español Lucas González y a los realistas en el Alto de Macuto, cerca de la antigua “Ermita de Santa Lucía”.
Entre las obras más resaltantes del lugar se encuentra el retablo, construido por el artífice, Manuel Francisco Rubí, sobre el altar mayor de la iglesia, catalogada como la más colonial de los Valles del Tuy, y descrita por el Obispo Mariano Martí en su visita a los Valles del Tuy el 14 de enero de 1784 como la “más hermosa e importante” de todo este valle. Este retablo contiene la imagen de su Santa Patrona (Santa Lucía, protectora de la vista).
En 1903, doña Zoila de Castro, esposa del General Cipriano Castro, donó una imagen de Santa Lucía, la cual se saca en procesión todos los años. Hoy en día se conserva el púlpito, de la misma data, con su copa de cedro, además de otros atractivos históricos y artísticos cristianos.

## Patrimonio
Se trata de uno de los centros poblados venezolanos que mejor ha conservado sus características urbanas tradicionales. Su plaza Bolívar de forma rectangular abarca dos manzanas. En sus alrededores se instalaron muchas de las haciendas de caña más importantes de la región, de las que hoy día se aprecian algunos restos. Santa Lucía posee, además, un importante Monumento Histórico Nacional, como es el retablo mayor de su iglesia. 

### Bandera
Su bandera fue creada por Juan Luis Hidalgo, alumno de la U.E.P. Santa Lucía del Tuy. De la siguiente manera se encuentra representada esta bandera:
- Parte superior (franja azul), significa las aguas del río Guaire, principal fuente de agua en tiempos lejanos.
- Parte media (franja roja), representa la sangre derramada por el prócer, Francisco Espejo, en aras de la patria, en 1814. Además representa la sangre que derramo el ejército patriota en la Batalla de Macuto, 10 días antes de la Batalla de Carabobo, en 1821.
- Parte inferior (franja blanca), representa la paz, también hace alusión al primer apellido del epónimo del municipio, Blas Juan del Castillo.
- 6 estrellas, significa los tres ejes en que se divide imaginariamente el municipio Paz Castillo: Soapire Alto, Soapire Bajo, Casco del Pueblo, El Nogal, La Lagunita, Siquire y Santa Rita.
- Figuras del blasón, muestra un pergamino abierto entre dos columnas, el cuartel superior es azul y a la izquierda se muestra a la Iglesia Parroquia de Santa Lucía, a la derecha un cuartel superior blanco que muestra los verdes paisajes de la localidad y en la parte inferior un cuartel rojo con la imagen de la Patrona Santa Lucía, los dos pilares o columnas representa la fundación del pueblo y la iglesia.

## Comida típica
- Pan casero de horno
- Besos de coco.
- Majarete.
- Torrejas.
- Jalea de mango.
- Buñuelos de yuca.
- Conserva de coco.
- Mondongo.
- Cruzado.
- Casabe.